# Новопетрівська сільська рада (Магдалинівський район)
Новопетрі́вська сільська́ ра́да — колишній орган місцевого самоврядування в Магдалинівському районі Дніпропетровської області. Адміністративний центр — село Новопетрівка.

## Загальні відомості
- Населення ради: 2 152 особи (станом на 2001 рік)

## Населені пункти
Сільській раді підпорядковані населені пункти:
- с. Новопетрівка
- с. Виноградівка
- с. Водяне
- с. Шевське

## Склад ради
Рада складається з 16 депутатів та голови.
- Голова ради: Темченко Лариса Миколаївна
- Секретар ради: Глиняна Таїса Володимирівна

### Керівний склад попередніх скликань
| Прізвище, ім'я, по батькові | Основні відомості                                                                       | Дата обрання | Дата звільнення |
| --------------------------- | --------------------------------------------------------------------------------------- | ------------ | --------------- |
| Швець Наталія Миколаївна    | Сільський голова, 1972 року народження, Всеукраїнське об'єднання «Батьківщина»          | 26.03.2006   | 15.05.2007      |
| Темченко Лариса Миколаївна  | Сільський голова, 1968 року народження, освіта середня спеціальна, член Партії регіонів | 31.10.2010   |                 |

Примітка: таблиця складена за даними сайту Верховної Ради України

### Депутати
За результатами місцевих виборів 2010 року депутатами ради стали:

#### За суб'єктами висування
| Суб'єкт висування | Кількість обраних депутатів | %    |
| ----------------- | --------------------------- | ---- |
| Партія регіонів   | 13                          | 81,3 |
| Самовисування     | 2                           | 12,5 |
| Народна партія    | 1                           | 6,3  |

#### За округами
| № округу        | Прізвище, ім'я, по батькові     | Дата визнання обраним | Освіта  | Партійна приналежність | Відомості про обраного депутата                                          |
| --------------- | ------------------------------- | --------------------- | ------- | ---------------------- | ------------------------------------------------------------------------ |
| Народна Партія  |                                 |                       |         |                        |                                                                          |
| 6               | Фоміна Тетяна Григорівна        | 03.11.2010            | вища    | член Народної партії   | управління Пенсійного фонду в Магдалинівському районі, начальник відділу |
| Партія регіонів |                                 |                       |         |                        |                                                                          |
| 1               | Погосян Наталія Миколаївна      | 03.11.2010            | середня | член Партії регіонів   | Новопетрівське відділення зв'язку, листоноша                             |
| 2               | Коваль Олександр Гнатович       | 03.11.2010            | вища    | позапартійний          | Магдалинівська районна державна адміністрація, начальник відділу         |
| 3               | Біляй Костянтин Віталійович     | 03.11.2010            | вища    | член Партії регіонів   | ПП «Світлана», приватний підприємець                                     |
| 5               | Сипало Надія Миколаївна         | 03.11.2010            | середня | позапартійна           | Новопетрівська сільська рада, спеціаліст                                 |
| 7               | Кострицька Марина Миколаївна    | 03.11.2010            | середня | член Партії регіонів   | Виноградівський фельдшерсько — акушерський пункт, фельдшер               |
| 8               | Куленко Світлана Павлівна       | 03.11.2010            | середня | позапартійна           | тимчасово не працює                                                      |
| 9               | Логвиненко Олексій Григорович   | 03.11.2010            | середня | член Партії регіонів   | Виноградівський сільський клуб, завідувач                                |
| 10              | Жовтяк Оксана Василівна         | 03.11.2010            | середня | член Партії регіонів   | Шевська загальноосвітня школа, кухар                                     |
| 11              | Криворотова Олена Олександрівна | 03.11.2010            | середня | член Партії регіонів   | Новопетрівське відділення зв'язку, листоноша                             |
| 12              | Горобець Оксана Василівна       | 03.11.2010            | середня | член Партії регіонів   | Новопетрівська сільська рада, касир — рахівник                           |
| 14              | Монькова Ольга Миколаївна       | 03.11.2010            | середня | член Партії регіонів   | Водянська сільська бібліотека, бібліотекар                               |
| 15              | Глиняна Таїса Володимирівна     | 03.11.2010            | середня | член Партії регіонів   | Новопетрівська сільська рада, в.о. сільського голови                     |
| 16              | Хмара Олександр Григорович      | 03.11.2010            | середня | член Партії регіонів   | приватний підприємець                                                    |
| Самовисування   |                                 |                       |         |                        |                                                                          |
| 4               | Мигур Тамара Максимівна         | 03.11.2010            | середня | позапартійна           | пенсіонер                                                                |
| 13              | Радченко Олег Олександрович     | 03.11.2010            | середня | позапартійний          | тимчасово не працює                                                      |